# Diplomatic Immunity 2
Albums de The Diplomats
Diplomatic Immunity
(2003) More Than Music Vol. 1
(2005)
Singles
1. S.A.N.T.A.N.A.
Sortie : 2004

Diplomatic Immunity 2 est le deuxième album studio des Diplomats, sorti le 23 novembre 2004.
Freekey Zekey, qui était incarcéré, n'est pas présent sur cet album et est remplacé par J.R. Writer.

## Liste des titres
| No  | Titre                                  | Contient un (des) sample(s) de                                                                      | Durée |
| --- | -------------------------------------- | --------------------------------------------------------------------------------------------------- | ----- |
| 1.  | Stop-N-Go                              | | 6:13  |
| 2.  | S.A.N.T.A.N.A.                         | Watch Me de Manuellsen                                                                              | 4.24  |
| 3.  | Take 'Em to Church                     | | 3:49  |
| 4.  | Get Use to This                        | | 3:57  |
| 5.  | Family Ties                            | | 4:17  |
| 6.  | Wouldn't You Like to Be a Gangsta Too? | Theme From Together Brothers de Barry White featuring Love Unlimited et le Love Unlimited Orchestra | 4:34  |
| 7.  | Get From Round Me                      | Get 'Em de Lil Wayne                                                                                | 4:19  |
| 8.  | Dutty Clap                             | | 3:30  |
| 9.  | I Wanna Be Your Lady                   | My Boo des Ghost Town DJ's                                                                          | 4:12  |
| 10. | 40 Cal.                                | | 3:53  |
| 11. | Melalin'                               | Sunshine des O'Jays                                                                                 | 3:59  |
| 12. | So Free                                | Woman in Chains de Tears for Fears featuring Oleta Adams                                            | 4:26  |
| 13. | Dead Muthafuckas                       | Just Don't Want to Be Lonely de Ronnie Dyson                                                        | 3:30  |
| 14. | Push It                                | Push It de Salt-N-Pepa                                                                              | 3:32  |
| 15. | Aayoo-Iight                            | | 3:52  |
| 16. | Bigger Picture                         | Pyramidas de Spooky Tooth                                                                           | 4:02  |
| 17. | Crunk Muzik                            | Crunk Musik de Manuellsen                                                                           | 4:16  |